# Dossinia marmorata
Dossinia marmorata – gatunek roślin z monotypowego rodzaju Dossinia z rodziny storczykowatych (Orchidaceae). Rośliny są endemitami występującymi na Borneo.

## Systematyka
Gatunek sklasyfikowany do podplemienia Goodyerinae w plemieniu Cranichideae, podrodzina storczykowe (Orchidoideae), rodzina storczykowate (Orchidaceae), rząd szparagowce (Asparagales) w obrębie roślin jednoliściennych.